# Francesco Vairano
Francesco Vairano (Napoli, 11 gennaio 1944) è un doppiatore, direttore del doppiaggio, dialoghista e attore italiano.
È conosciuto soprattutto per il doppiaggio di Alan Rickman nel ruolo di Severus Piton nella saga cinematografica di Harry Potter e di Andy Serkis nei panni di Gollum / Sméagol nella trilogia de Il Signore degli Anelli oltre che nel film Lo Hobbit - Un viaggio inaspettato di Peter Jackson; di entrambe le saghe ha anche diretto il doppiaggio e curato i dialoghi dell'edizione italiana.

## Biografia
Attore teatrale e radiofonico, nonché interprete di sceneggiati e prose per il piccolo schermo, partecipò anche ai programmi TV Non stop (1977), La TV delle ragazze (1988-1989) e alla pellicola Prima che sia troppo presto (1981) di Enzo Decaro. Oltre al doppiaggio di Alan Rickman in Harry Potter e di Andy Serkis ne Il Signore degli Anelli, fra le tante interpretazioni a cui ha prestato la voce ci sono quelle di William Hurt ne Il bacio della donna ragno, Robert Downey Jr. in Charlot, Geoffrey Rush ne Il discorso del re, Tremotino e Mago Merlino nei prodotti d'animazione di Shrek e vari personaggi nei film dei Muppet. In Star Wars: Episodio III - La vendetta dei Sith doppia Ian McDiarmid nel ruolo di Palpatine, sostituendo il collega Carlo Reali su preferenza dello stesso regista, George Lucas, e della casa di produzione. Di quest'episodio della saga ha curato anche la direzione del doppiaggio. Nel 2019 doppia di nuovo McDiarmid in Star Wars - L'ascesa di Skywalker.
In qualità di direttore del doppiaggio ha curato le edizioni italiane di numerosi film, fra cui Hamlet di Kenneth Branagh, Belli e dannati di Gus Van Sant, A.I. - Intelligenza artificiale di Steven Spielberg, Trainspotting di Danny Boyle, Il mistero di Sleepy Hollow di Tim Burton, Nightmare Before Christmas di Henry Selick (prodotto dallo stesso Tim Burton), American Beauty di Sam Mendes, Tutto su mia madre di Pedro Almodóvar e diversi film d'animazione Disney e Dreamworks. Di molti fra questi prodotti è stato anche adattatore dei dialoghi, attività che gli ha fatto cogliere una delle esperienze più significative quando è stato chiamato dal direttore Pino Colizzi per curare quelli dell'edizione italiana di Pulp Fiction di Quentin Tarantino. Da gennaio 2014 è direttore artistico della SEDIF. Nel dicembre 2016, in occasione della consegna della targa alla carriera al festival Voci nell'ombra, ha annunciato il suo ritiro dal mondo del doppiaggio a tempo pieno, affermando che vi si dedicherà di rado. Ha diretto il doppiaggio inglese del film Pinocchio (2019) di Matteo Garrone, utilizzando esclusivamente voci italiane, e ha scritto lui stesso i dialoghi inglesi; ha inoltre doppiato il ruolo dell'oste Moreno, interpretato da Gigio Morra.

## Doppiaggio

### Cinema
- Alan Rickman in Harry Potter e la pietra filosofale, Harry Potter e la camera dei segreti, Harry Potter e il prigioniero di Azkaban, Harry Potter e il calice di fuoco, Harry Potter e l'Ordine della Fenice, Harry Potter e il principe mezzosangue, Harry Potter e i Doni della Morte - Parte 1, Harry Potter e i Doni della Morte - Parte 2
- Andy Serkis ne Il Signore degli Anelli - La Compagnia dell'Anello, Il Signore degli Anelli - Le due torri, Il Signore degli Anelli - Il ritorno del re, Lo Hobbit - Un viaggio inaspettato
- Ian McDiarmid in Star Wars - Episodio III - La vendetta dei Sith, Star Wars - L'ascesa di Skywalker
- Michael Jeter ne La leggenda del re pescatore, Dead Bang - A colpo sicuro
- Udo Kier in Belli e dannati, Cowgirl - Il nuovo sesso
- Allan Corduner in De-Lovely - Così facile da amare, Mr. Nobody
- Karl-Heinz Teuber e Kenny Baker in Amadeus[9]
- Michael McKensie Pratt e Andy Jarrell in Casinò
- Brian Sergent e Peter Vere-Jones ne Lo Hobbit - La desolazione di Smaug[10]
- John Cleese in Giallo in casa Muppet
- William Hurt ne Il bacio della donna ragno
- Eddie Albert in Palle d'acciaio
- Danny DeVito in Cadaveri e compari
- Jeroen Krabbé in Nessuna pietà
- Michael J. Pollard in Roxanne
- Mark Tandy in Maurice
- Harvey Fierstein in Amici, complici, amanti
- Charles McKeown ne Le avventure del barone di Munchausen
- Christopher Ravenscroft in Enrico V[11]
- David Suchet in Un prete da uccidere
- Tony Jay ne I gemelli
- Taylor Negron ne L'ultima battuta
- Larry Hankin in Un amore rinnovato
- Dana Gladstone ne Il presidio - Scena di un crimine
- Mike Nussbaum in Le cose cambiano
- Christopher Neame ne La grande fuga II - Capitolo finale
- Buddy Hackett in S.O.S. fantasmi
- Anthony Zerbe in Non guardarmi: non ti sento
- Michael Byrne in Indiana Jones e l'ultima crociata
- Don Novello in New York Stories
- Terrence McNally in Tap - Sulle strade di Broadway
- Barry Corbin in Chi è Harry Crumb?
- Jim Ishida in Ritorno al futuro - Parte II
- James Noble in Uno strano caso
- David Wohl in Cookie
- Harvey Jason in Air America[12]
- Tom Mardirosian in Presunto innocente
- Daniel Davis in Havana
- Donal Donnelly ne Il padrino - Parte III
- Giancarlo Esposito in Mo' Better Blues
- Paul Koslo in Poliziotti a due zampe
- Pat Morita in Mi gioco la moglie... a Las Vegas
- Robert Downey Jr. in Charlot
- Brady Tsurutani ne L'uomo ombra
- Chuck Low in Quei bravi ragazzi
- Simon Callow in Jefferson in Paris
- Ru Paul in A Wong Foo, grazie di tutto! Julie Newmar
- Tim McInnerny ne La carica dei 101 - Questa volta la magia è vera
- Jeffrey Combs in Sospesi nel tempo
- Bob Balaban in Harry a pezzi
- Mike Myers in Austin Powers - Il controspione
- Alan Cumming in Eyes Wide Shut
- John Sessions in Sogno di una notte di mezza estate
- Nathan Lane in Pene d'amor perdute
- Angelo Badalamenti in Mulholland Drive
- Jean-Claude Brialy in South Kensington
- Andy Dick in Old School
- Stephen Spinella in Connie e Carla
- Jürgen Prochnow ne Il codice da Vinci
- Keir Dullea in The Good Shepherd - L'ombra del potere
- Ludger Pistor in Casino Royale
- Justin Bond in Shortbus - Dove tutto è permesso
- Ken Stott ne La guerra di Charlie Wilson
- Seth MacFarlane in Hellboy: The Golden Army
- George Wyner in A Serious Man
- Geoffrey Rush ne Il discorso del re
- Karl Markovics in Unknown - Senza identità
- Stanley Tucci in Gambit - Una truffa a regola d'arte
- Michael Douglas in Dietro i candelabri
- Barry Ashton in Paddington
- Franco Pistoni ne Il racconto dei racconti - Tale of Tales
- Gigio Morra in  Pinocchio (film 2019, versione inglese)
- Peter Bartlett in Ti presento i miei

### Film d'animazione
- Dott. Bunsen Honeydew, Lew Zealand, Janice, Camilla e Cricco in Ecco il film dei Muppet (ridoppiaggio); Dott. Bunsen Honeydew, Beaker e Lew Zealand in Giallo in casa Muppet; Dott. Bunsen Honeydew, Animal, Beaker, Betina Cratchit, Peter Cratchit e Bean Bunny in Festa in casa Muppet; Dott. Bunsen Honeydew in I Muppet nell'isola del tesoro,[13] I Muppets venuti dallo spazio, Natale con i Muppet, I Muppet e il mago di Oz, A Muppets Christmas: Letters To Santa, I Muppet, Muppets 2 - Ricercati e Muppets Haunted Mansion - La casa stregata
- Mister Ping in Kung Fu Panda, Kung Fu Panda 2, Kung Fu Panda 3
- Mago Merlino in Shrek terzo; Tremotino in Shrek e vissero felici e contenti, La spettacolare festa di Natale di Ciuchino e Thriller Night
- Droopy in Chi ha incastrato Roger Rabbit,[14] Una grossa indigestione, Roger Rabbit sulle montagne russe[15]
- Antenato matematico in Mulan e Mulan II
- Tom e Droopy in Tom & Jerry - Il film
- Mathias Bones in Lucky Luke - La ballata dei Dalton (primo doppiaggio)
- Dottor Finklestein in Nightmare Before Christmas
- Porfirio in Thumbelina (Pollicina)
- George Merry in Pagemaster - L'avventura meravigliosa
- Hydros, titano dell'acqua e del ghiaccio in  Hercules
- Hoy ne Il principe d'Egitto
- Oscar the Grouch ne Le avventure di Elmo in Brontolandia
- Capo dei Lanzichenecchi in Johan Padan a la descoverta de le Americhe
- Lercio in Sinbad - La leggenda dei sette mari
- Madame Gasket in Robots
- Scienziato Pazzo in Gli Animotosi nella terra di Nondove
- Agente viaggi in Arthur e il popolo dei Minimei[16]
- Boingo in Cappuccetto Rosso e gli insoliti sospetti
- Tigre il gatto ne La gang del bosco
- Professore di storia dell'arte in Persepolis
- Hamegg in Astro Boy
- Fluffy ne Le avventure di Sammy
- Fabrickius in Gladiatori di Roma
- Proprietario di Leonardo in Pets - Vita da animali[17]

### Serie televisive
- Josè Winkler in Gabriela[18]
- Laerte Morrone in Marron Glacé
- Nikolas Grace in Ritorno a Brideshead
- Héctor Sáez ne Il maleficio
- Al Lewis ne I mostri (2ª stagione)
- Howard Morton ne I mostri vent'anni dopo
- Gregory Itzin in Matt Hotel
- John Cleese ne Il circo volante dei Monty Python
- Angelines Fernández in Cecco della botte

### Serie animate
- Dott. Bunsen Honeydew in Muppet Show (ridoppiaggi 2007 e 2021), I Muppet, Muppet Babies (2018), Ecco i Muppet
- Mamo Kyosuke ne Le avventure di Lupin III (secondo doppiaggio)
- Il prete in Hellsing
- Naga in Sandokan - Le due tigri
- Severus Piton ne I Simpson[19]
- Mem in Supernoobs
- Mr Ping in Kung Fu Panda: Le zampe del destino

### Videogiochi
- Smeagol ne La Terra di Mezzo: L'ombra di Mordor[20] e  La Terra di Mezzo: L'ombra della guerra[21]
- Palpatine in Star Wars Jedi: Fallen Order[22] e Star Wars Jedi: Survivor[23]

### Programmi televisivi
- Pico De Paperis e altre voci in Serata Paperino[24]

### Video musicali
- Severus Piton in Sempre, di Emanuele Aloia

## Filmografia

### Cinema
- Prima che sia troppo presto, regia di Enzo Decaro (1981)

### Televisione
- Sherlock Holmes, regia di Guglielmo Morandi, – miniserie TV, episodio La valle della paura (1968)
- Le avventure di Ciuffettino, regia di Angelo D'Alessandro – miniserie TV, episodi 3 e 4 (1969)
- I ragazzi di padre Tobia, regia di Italo Alfaro – miniserie TV, episodi 5 e 10 (1969-1970)
- Special-Sto, regia di Pino Passalacqua – miniserie TV (1970)
- Le terre del sacramento, regia di Silverio Blasi – miniserie TV (1970)
- L'età di Cosimo de' Medici, regia di Roberto Rossellini – miniserie TV (1972-1973)
- All'ultimo minuto – serie TV (1973)
- Ma che cosa è quest'amore, regia di Ugo Gregoretti – miniserie TV (1979)
- L'eredità della priora, regia di Anton Giulio Majano – miniserie TV (1980)
- Quattro grandi giornalisti, regia di Paolo Fondato – miniserie TV, episodio Mario Pannunzio (1980)

#### Prosa televisiva Rai
- Rebecca di Daphne du Maurier, regia di Eros Macchi (1969)[25]
- Processo per magia di Francesco Della Corte (da Apuleio), regia di Antonio Calenda (1974)
- La scuola della maldicenza di Richard Brinsley Sheridan, regia di Roberto Guicciardini (1975)
- La bisbetica domata di William Shakespeare, regia di Marco Parodi – film TV (1982)
- Don Chisciotte di Miguel De Cervantes, regia di Maurizio Scaparro (1983)

## Programmi TV
- Non stop (Rete 1, 1977)
- La TV delle ragazze (Rai 3, 1988-1989)

## Teatro
- Le rane di Aristofane, regia di Roberto Guicciardini (1976)
- II revisore di Gogol', regia di Maurizio Scaparro, Teatro Popolare di Roma (1981)
- La bisbetica domata di William Shakespeare, regia di Marco Parodi, scene e costumi di Giovanni Licheri, compagnia Giuseppe Pambieri-Lia Tanzi, con Stefano De Sando, Renzo Rinaldi, Marina Giordana (1981)
- Molto rumore per nulla di William Shakespeare, regia di Sandro Sequi (2004)

## Radio
- Disco verde (Rai Radio, 1968-1969)

### Varietà
- Sound-track (Rai Radio 2, 1979-1982)[26]

## Riconoscimenti
- 2003 - Menzione Speciale della Giuria al Festival Voci nell'Ombra per il doppiaggio di Gollum nella saga de Il Signore degli Anelli; Sirenetta d'Oro come miglior direttore del doppiaggio all'Acquafestival.
- 2004 - Miglior Direzione del doppiaggio al Gran Galà del Doppiaggio Romics DD.
- 2008 - Gran Premio del Doppiaggio alla miglior direzione del doppiaggio per Michael Clayton.
- 2011 - Leggio d'oro alla miglior direzione del doppiaggio.[27]
- 2016 - II Targa alla Carriera di adattatore e dialoghista al Festival Voci nell'Ombra; Premio alla Carriera al Gran Premio del Doppiaggio.
- 2019 - Premio Speciale "Direzione e Voce" al Festival Voci nell'Ombra.